# Дело №...
«Дело №_» — советский рисованный мультипликационный фильм, мультдетектив 1964 года. Режиссёрский дебют Фаины Епифановой.

## Сюжет
- Вступительная заставка:

Мультдетектив. В деле участвуют: Трутень, Муравей, Жук, Паук, бабочки и другие
Строится муравьиный микрорайон «Новые Муравьишки» (шутливый намёк на ещё новый в 1964 году московский район «Новые Черёмушки»).
Все муравьи-строители трудятся не покладая рук. Только один ленивый Муравей не хочет работать, постоянно отлынивает, бездельничает и, улучив момент, уходит гулять.

По пути ему встречается Трутень, который предлагает ему вести вместе с ним «лёгкую жизнь». Увидев проезжавших мимо на велосипедах двух бабочек, новые друзья догоняют их и уезжают вместе с ними.

Оказавшись вечером в ресторане, четвёрка устраивает пирушку и веселится, но когда Гусеница-официант приносит им счёт, который они не в силах оплатить, наступает позорная ситуация. Но положение внезапно спасает состоятельный Жук-грузин, который щедро расплачивается за них и угощает выпивкой. Всю хмельную компанию он увозит на своём автомобиле из ресторана в логово к своему приятелю Пауку, где продолжается гулянье. После бабочки уходят, а Жук и Паук подбивают Муравья и Трутня на участие в ограблении охраняемого пчелиного улья.

Ночью, надев маски и связав сторожа, преступники совершают задуманное и грабят склад мёда, но с похищенным добром далеко уехать не успевают — утром пчёлы поднимают тревогу и будят Шершня-детектива. Шершень с собакой-ищейкой идут по следу, а пчелиный рой неотступно кружит над мчащимся автомобилем с преступниками. В процессе бегства те совершают ещё одно преступление — сбивают Божью Коровку. К преследованию подключаются все насекомые (включая муравьёв) и совместными усилиями загоняют машину в липкую медовую ловушку. Пойманная с поличным четвёрка грабителей получает заслуженное наказание и отбывает в арестантском вагоне по этапу в места лишения свободы.

## Художественные особенности
- В мультфильме не произносится ни одного слова, звучит лишь музыка.

## Создатели
- авторы сценария: Яков Грей и Илья Финк
- режиссёр: Фаина Епифанова
- художник-постановщик: Н. Свободова
- редактор: Аркадий Снесарев
- композитор: Юрий Левитин
- оператор: Борис Котов
- монтаж: Любовь Георгиева
- звукооператор: Борис Фильчиков
- художники: Владимир Пекарь, Владимир Попов, Вадим Долгих, Игорь Подгорский, Виктор Арсентьев, Борис Бутаков, Елизавета Комова, Иван Давыдов, Александр Давыдов, Владимир Морозов, Лидия Ковалевская, Елена Танненберг, Пётр Коробаев